# Sofie Decleir
Sofie Decleir (Antwerpen, 25 april 1970) is een Belgische actrice die haar opleiding genoot aan de Studio Herman Teirlinck. Ze is voornamelijk actief in het theater, maar heeft ook een aantal tv-rollen gespeeld. Ze is de dochter van acteur Jan Decleir en halfzus van acteurs Flor en Jenne Decleir.

## Televisie
- Familie (1992) - als buurvrouw Sofie
- Heterdaad (1998) - als Dominique Van Overbeke
- De middeleeuwen (2001)
- Recht op recht (2002) - als Katrien Denecker
- Matroesjka's (2005) - als Lut Jones
- Witse (2005) - als Nicole Bosteels
- De Kavijaks (2006-2007) - als Cécile Vantorre
- Super8 (2009) - als Sofie Verlackt
- Zone Stad (2010) - als Emma Deweerdt
- Witse (2010) - als Katrien Geeraerts
- Code 37 (2012) - als Margot Rombouts
- De Ridder (2013) - als Karla
- The Team (2015) - als Marianne
- Coppers (2016) - als Andrea Nys
- Professor T. (2016) - als Renaert
- 13 Geboden (2018) - als Emmy Van Looverenbos
- De Dag (2018) - als Mercedes 'Vos' De Vos
- De Luizenmoeder (2019) - als Agnes
- De twaalf (2019-2020) - als Inge Van Severen
- Red Light (2020-2021) - als commissaris Luci Vermeulen
- F*** you Very, Very Much (2021) - als Marijke Abeel
- Lost Luggage (2022) - als commissaris Quinteyns
- Rough Diamonds (2023) - als Nicole Van Goethem
- How to kill your sister (2024)
- Familie (2025-heden) - als Sylvia Verdonck

## Film
- Boerenpsalm (1989) - als Anna
- De hel van Tanger (2006) - als journaliste
- Nowhere (2022)
- Faithfully Yours (2022) - als Ann van Passel
- WIL (2023) - als Jenny
- Julie zwijgt (2024) - als leerkracht Duits

## Theater
- Don Christobal (1992-1993)
- De oorlog van de koe (1993-1994)
- Losing time (1993-1994)
- Hij vond haar - zij vond van niet (1993-1994)
- In Kolonos (1994-1995)
- Verwarring (1994-1995)
- Maat voor maat (1994-1995)
- Freuds laatste droom (1994-1995)
- Oedipus (1994-1995)
- In Kolonos (1995-1996)
- Oedipus (1995-1996)
- Madame de Sade (1995-1996)
- Freuds laatste droom (1995-1996)
- Leatherface (1995-1996)
- Kalldewey, farce (1995-1996)
- Verdelgd/Uitgeroeid/Platgelegd (1996-1997)
- Het recht op fatsoen (1996-1997)
- De domkop en de gek (1996-1997)
- Oresteia (1996-1997)
- De drang (1997-1998)
- Ge moet niet persé ananas gegeten hebben om te weten dat dat ongelooflijk lekker is (1997-1998)
- When Bacchus meets Venus of zoiet (een bacchanaal tekstconcert) (1998-1999)
- Een wereld van papier zal heel de wereld wezen (1998-1999)
- Ge moet niet persé ananas gegeten hebben om te weten dat dat ongelooflijk lekker is (1998-1999)
- Pterodactylus (1998-1999)
- Moedersnacht (1998-1999)
- Honingbijen - Honeybees (1999-2000)
- Savannah Bay (1999-2000)
- Welbesteekt (1999-2000)
- Ivanov (1999-2000)
- Een wereld van papier zal heel de wereld wezen (1999-2000)
- Ivanov (2000-2001)
- Welbesteekt (2000-2001)
- Autis in Onan (2000-2001)
- Mille feuilles (2000-2001)
- Racing Sladek (2001-2002)
- De baron in de bomen (2001-2002)
- Waaiendijk (2001-2002)
- De baron in de bomen (2002-2003)
- Moordende Woorden (2002-2003)
- Antigone (2002-2003)
- Lits jumeaux (2002-2003)
- Entertaining Mr. Sloane (2003-2004)
- Overleie (2003-2004)
- Gevecht mé ne neger en honden (2003-2004)
- Trilogie voor Moeder de Vrouw (2004-2005)
- Roberto Zucco (2004-2005)
- Lits jumeaux (2004-2005)
- Siberië (2005-2006)
- Oorlog (2005-2006)
- Dus (een Heizeldrama) (2006-2007)
- Platonov (2006-2007)
- Beau Geste (2006-2007)
- Nachtlied (2007-2008)
- Cockfish (2008-2009)
- kReon / antagonist zkt tragedie (2008-2009)
- Opus XX (2009-2010)
- Macbeth (2009-2010)
- Opus XX (2010-2011)
- Lucifer (2010-2011)
- Opus XX (2011-2012)
- Salome Redux (2011-2012)
- Macbeth (2011-2012)
- Beckett (2012-2013)
- RÉUNION / het langste voorspel ooit (2012-2013)
- Empedokles (2013-2014)
- Phaedra (2013-2014)
- Empedokles (2014-2015)
- Macbeth (2014-2015)
- Augustus ergens op de vlakte (2014-2015)
- High Heels and Stuffed Zucchini (2014-2015)
- De fietsendief (2015-2016)
- Augustus ergens op de vlakte (2015-2016)
- Opus XX (2015-2016)
- Macbeth (2015-2016)
- Vysotsky (2015-2016)
- High Heels and Stuffed Zucchini (2015-2016)
- Macbeth (2016-2017)
- Warmhouwe (2016-2017)
- De fietsendief (2016-2017)
- Hiroshima Mon Amour (2017-2018)
- M.A.D. (2017-2018)
- De felomstreden kroon en deerniswekkende dood van Koning Edward en zijn favoriet Jonkheer Gaveston (2017-2018)
- Drie Zusters (2018-2019)
- Koningskloote (2018-2019)
- De felomstreden kroon en deerniswekkende dood van Koning Edward en zijn favoriet Jonkheer Gaveston (2018-2019)
- BOY (2020-2021)
- De Meeuw (2024-2025)